# 嘉川駅
嘉川駅（かがわえき）は、山口県山口市嘉川中野ヶ浴にある、西日本旅客鉄道（JR西日本）山陽本線の駅。

## 歴史
- 1900年（明治33年）12月3日：山陽鉄道 三田尻駅（現・防府駅） - 厚狭駅間開通時に開設[2]。旅客・貨物取扱開始[2]。
- 1906年（明治39年）12月1日：山陽鉄道の国有化により官営鉄道の駅となる[2]。
- 1909年（明治42年）10月12日：線路名称制定。山陽本線の所属となる。
- 1941年（昭和16年）7月：東京下関間新幹線（弾丸列車）計画の新駅として、当駅に高架で新嘉川駅（新小郡駅）を併設する計画が稟申される（のちに工事中止）[4]。
- 1963年（昭和38年）
  - 3月1日：駅舎改築。
  - 6月1日：貨物取扱廃止[2]。
- 1985年（昭和60年）2月1日：荷物扱い廃止[2]。無人駅化[3]。
- 1987年（昭和62年）4月1日：国鉄分割民営化により、JR西日本の駅となる[2]。
- 2023年（令和5年）4月1日：ICカード「ICOCA」の利用が可能となる[5][6]。

## 駅構造
単式ホーム2面2線を有する地上駅である。駅舎は元より単式であった1番のりば側にあり、3番のりばへは跨線橋で連絡している。無人駅。
便所は、男女共用の汲取り式である。

### のりば
| のりば | 路線      | 方向 | 行先             |
| ------ | --------- | ---- | ---------------- |
| 1      | ■山陽本線 | 上り | 新山口・徳山方面 |
| 3      | ■山陽本線 | 下り | 宇部・下関方面   |

## 利用状況
1日平均乗車人員は以下の通り。
| 乗車人員推移 | 乗車人員推移 |
| 年度         | 1日平均人数  |
| ------------ | ------------ |
| 1999         | 305          |
| 2000         | 307          |
| 2001         | 295          |
| 2002         | 282          |
| 2003         | 270          |
| 2004         | 282          |
| 2005         | 278          |
| 2006         | 272          |
| 2007         | 246          |
| 2008         | 240          |
| 2009         | 223          |
| 2010         | 216          |
| 2011         | 228          |
| 2012         | 200          |
| 2013         | 197          |
| 2014         | 199          |
| 2015         | 207          |
| 2016         | 203          |
| 2017         | 200          |
| 2018         | 193          |
| 2019         | 183          |
| 2020         | 165          |
| 2021         | 153          |
| 2022         | 153          |

## 駅周辺
- 上嘉川駅（西日本旅客鉄道宇部線） - 北東約1km[1]
- 国道2号小郡道路 岡屋IC
- 国道190号
- 山口県道230号伊佐吉部山口線
- 山口県道335号江崎陶線
- 山口市役所嘉川出張所
- 山口市立川西中学校

## バス路線
駅前広場に「嘉川駅」バス停、駅から約200mの県道江崎陶線沿いに「嘉川駅前」バス停がある。
嘉川駅バス停
- 宇部市生活交通バス（小野きずな号）：市小野行き

嘉川駅前バス停
- 宇部市交通局：（E7/E8/E9）新山口駅行き／阿知須駅前経由宇部新川駅行き

## 隣の駅
西日本旅客鉄道（JR西日本）
■山陽本線
新山口駅 - 嘉川駅 - 本由良駅